# Lepidopilum nitidum
Lepidopilum nitidum är en bladmossart som beskrevs av Bescherelle 1872. Lepidopilum nitidum ingår i släktet Lepidopilum och familjen Daltoniaceae. Inga underarter finns listade i Catalogue of Life.